# Georg Gisi
Georg Gisi (* 18. Februar 1916 in Niedergösgen; † 11. Februar 2010 in Elfingen) war ein Schweizer Methodiklehrer und Lyriker.

## Leben
Nach seiner Schulausbildung in Aarau besuchte er das Lehrerseminar Wettingen, das 1976 zur Kantonsschule Wettingen umgestaltet wurde. Nach einer ersten Stelle an der Gesamtschule in Elfingen wurde er 1954 Methodiklehrer an seiner eigenen Ausbildungsstätte in Wettingen. Gisi lebte bis zu seinem Tod mit seiner Ehefrau in Elfingen.
Das „sakrale Umfeld, in dem der Wert der Stille besonders zelebriert“ wurde, hat ihn besonders inspiriert. Schon als Kind hat er nach einem Besuch einer Weihnachtsausstellung in Aarau zu Bleistift und Farbe gegriffen und angefangen zu zeichnen. Später, auch nach der Lektüre Henry David Thoreaus Tagebüchern und Naturbetrachtungen, der sein Lieblingsschriftsteller wurde, begann er selbst mit dem Schreiben. Besonderes Kennzeichen im Werk Gisis ist die Form der Verknappung, die an das japanische Haiku erinnert. Entsprechend lautete sein Wahlspruch: „Die Welt ist übervölkert von Wörtern“, wohlwissend, dass in der Literatur das Schweigen widersinnig ist.

## Werke
- Heimatinseln, Baden-Verlag, Baden-Dättwil 1999
- Mang Ho sagte, Otz, Lenzburg 1985
- Geschöpfe Gottes, Kugler, Oberwil 1981
- Versteinerungen, Çoban, Lenzburg 1975
- Immenblatt und erster Schnee, Sauerländer, Aarau 1955
- Das alte Auto und der See der Verzauberung, Schweizerisches Jugendschriftenwerk, Nr. 730, Zürich 1961[2]
- Die Gärtnerei am Falterhügel, Schweizerisches Jugendschriftenwerk, Nr. 710, Zürich 1960
- Zaubermesser und Mundharmonika, Schweizerisches Jugendschriftenwerk, Nr. 581, Zürich 1957